# تحول ضوئي بصري

الدورة المرئية. hν = حادث ضوئي

التحول الضوئي البصري هو التحول الحسي للنظام البصري. وهي عملية يتحول من خلالها الضوء إلى إشارات كهربائية في الخلايا العصوية والخلايا المخروطية والخلايا العقدية الحساسة للضوء في شبكية العين . وقد أوضح جورج والد (1906-1997) هذه الدورة التي نال عنها جائزة نوبل عام 1967. وبذلك سميت «دورة والد البصرية» من بعده.

## مستقبلات ضوئية
الخلايا المستقبلة للضوء المشاركة في الرؤية هي الخلية العصوية والخلية المخروطية. تحتوي هذه الخلايا على المجموعة اللونية (ريتينال،ألدهيد فيتامين ألف وجزء ممتص للضوء) مرتبط ببروتين غشاء الخلية أوبسين.تتعامل الخلايا العصوية مع مستوى الإضاءة المنخفضة ولا تتوسط في رؤية الألوان. من ناحية أخرى، يمكن للخلايا المخروطية ترميز لون الصورة من خلال مقارنة مخرجات الأنواع الثلاثة المختلفة للخلايا المخروطية. يستجيب كل نوع مخروطي بشكل أفضل لأطوال موجية أو ألوان معينة من الضوء لأن كل نوع لديه أوبسين مختلف قليلاً. الأنواع الثلاثة من المخاريط هي L-المخاريط و M-المخاريط و S-المخروط التي تستجيب على النحو الأمثل للأطوال الموجية الطويلة (اللون الأحمر) والأطوال الموجية المتوسطة (اللون الأخضر) والأطوال الموجية القصيرة (اللون المزرق) على التوالي.

## روابط خارجية
- الأصباغ البصرية والتنبيغ البصري في med.utah.edu
- تحويل الضوء من بريزي
- نظرة عامة على الإدراك البصري في brynmawr.edu نسخة محفوظة 9 يوليو 2011 على موقع واي باك مشين.
- Phototransduction في المكتبة الوطنية الأمريكية للطب نظام فهرسة المواضيع الطبية (MeSH).